# Артик (Јакутија)
Артик (рус. Артык, јак. Аартык) село је у Ојмјаконском рејону, на истоку Републике Јакутије у Русији. Артик се налази 130 км источно од Уст-Нере, административног центра рејона.
Налази се на месту, где се река Артик улива у Неру (која је притока Индигирке).

## Становништво
| 1959. | 1970. | 1979. | 1989. | 2002. | 2010. |
| ----- | ----- | ----- | ----- | ----- | ----- |
| 2.898 | 2.792 | 1.924 | 2.420 | 633   | 509   |